# 10 vieți norocoase
10 vieți norocoase (în engleză 10 Lives) este un film de comedie animată din 2024 regizat de Chris Jenkins.  Filmul este o pisică pe nume Beckett care își irosește a noua viață.

## Dublajul în limba română
Au dublat în limba română:
- Dragoș Buzzi - Bramble
- Laura Cosoi - Rose